# Sciuro-hypnum reflexum
Sciuro-hypnum reflexum là một loài Rêu trong họ Brachytheciaceae. Loài này được (Starke) Ignatov & Huttunen mô tả khoa học đầu tiên năm 2002.

## Hình ảnh

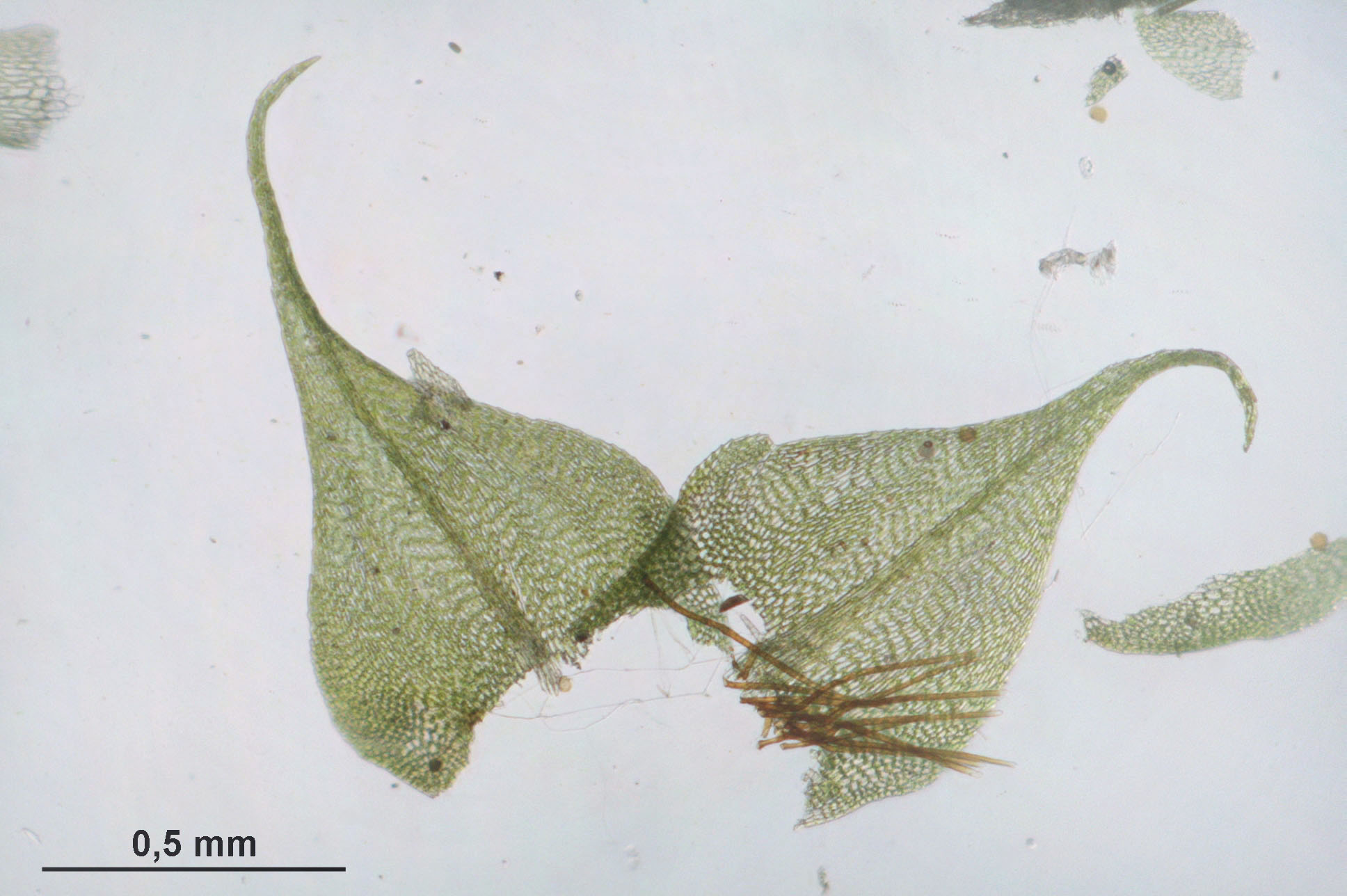
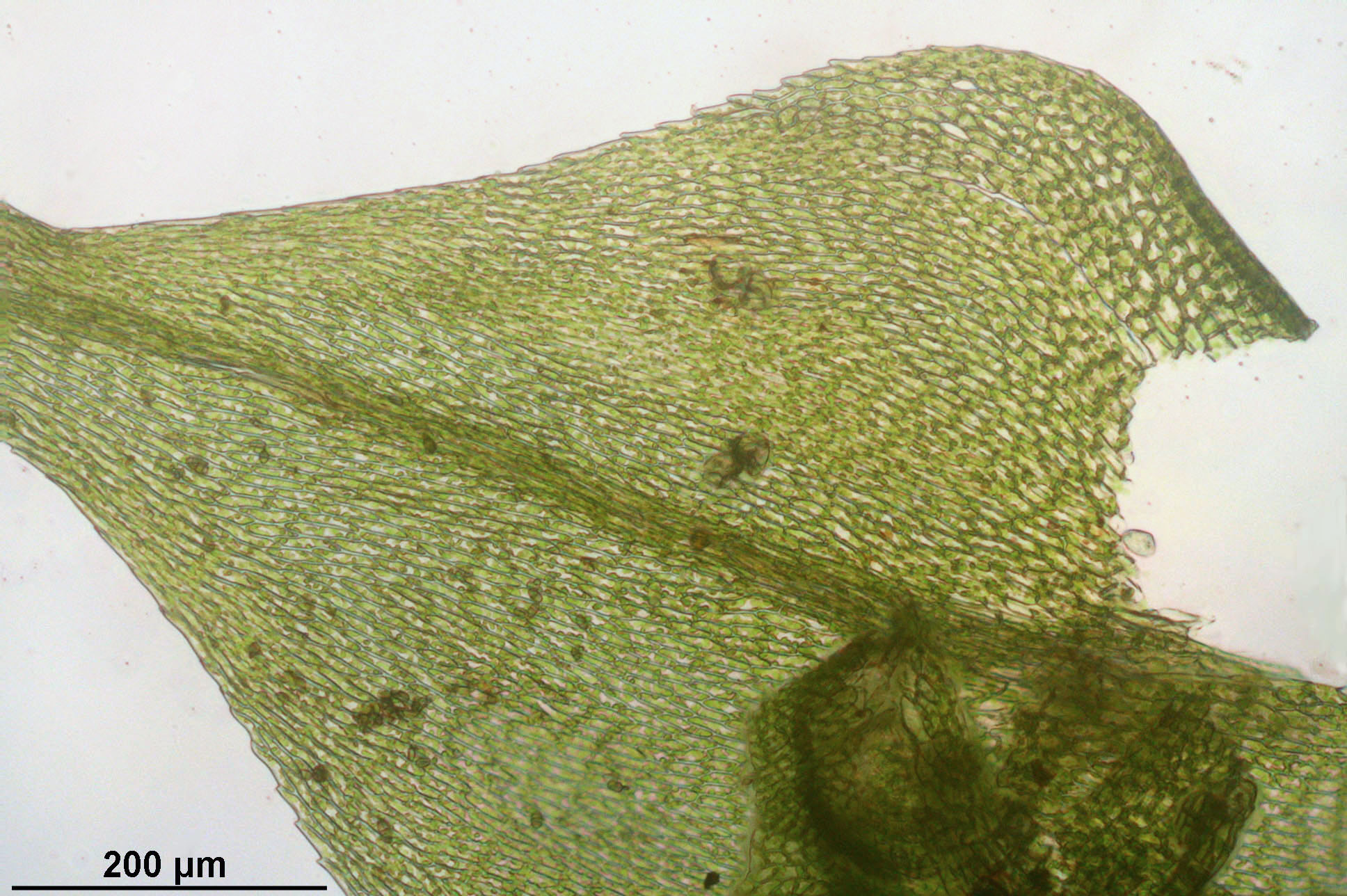
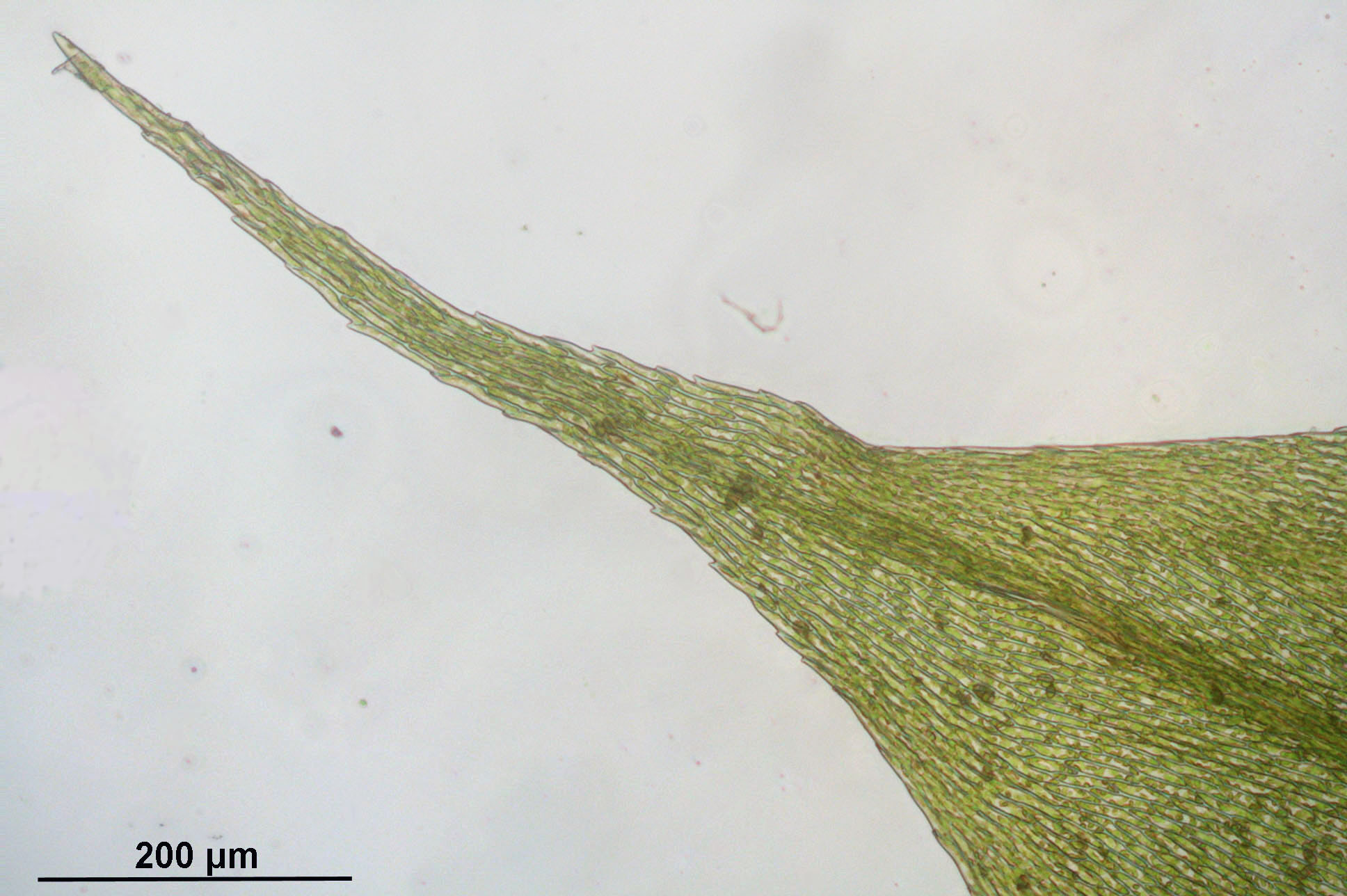
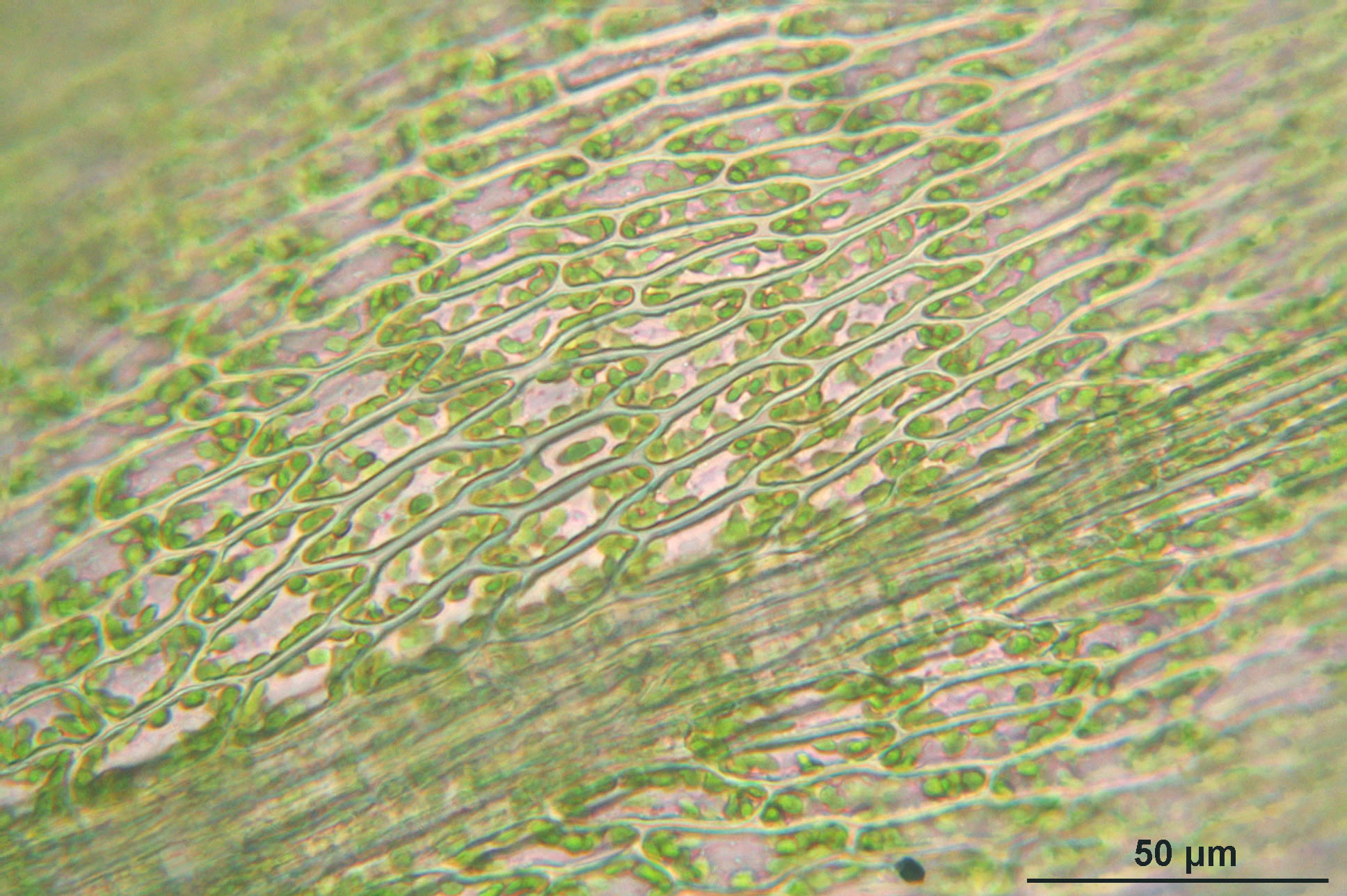